# Planiplax
Genre
Planiplax est un genre de libellules de la famille des Libellulidae (sous-ordre des Anisoptères, ordre des Odonates).

## Liste des espèces
Selon GBIF (22 mars 2024) :
- Planiplax arachne Ris, 1912
- Planiplax erythropyga (Karsch, 1891)
- Planiplax machadoi Santos, 1949
- Planiplax phoenicura Ris, 1912
- Planiplax sanguiniventris (Calvert, 1907)

## Classification
Le nom valide complet (avec auteur) de ce taxon est Planiplax Muttkowski (d), 1910.
Planiplax a pour synonyme :
- Platyplax Karsch, 1891